# Antti Raita
Anders August „Antti“ Raita (* 15. November 1883 in Turku; † 1. September 1968 in St. Clair Shores, Vereinigte Staaten) war ein finnischer Radrennfahrer und nationaler Meister im Radsport.

## Sportliche Laufbahn
Raita war im Straßenradsport und im Bahnradsport aktiv. 1909 gewann er die nationale Meisterschaft im Einzelzeitfahren, 1911 und 1912 im Straßenrennen. 1911 und 1914 wurde er Vizemeister im Einzelrennen. Er war Teilnehmer der Olympischen Sommerspiele 1912 in Stockholm. Im olympischen Straßenrennen belegte er beim Sieg von Rudolph Lewis den 6. Platz. In der Mannschaftswertung im Straßenrennen kam Finnland mit Antti Raita, Vilho Oskari Tilkanen, Johan Kankkonen, Hjalmar Väre und Juho Jaakonaho auf den 5. Rang. In der Mälaren Runt 1911 wurde er hinter Hjalmar Levin Zweiter. 
Auf der Bahn gewann er die nationalen Titel im Punktefahren 1909 und 1912, im Sprint 1909 und 1912.
Ab 1918 lebte Raita in der Sowjetunion und in den Vereinigten Staaten und zog 1939 endgültig in die Vereinigten Staaten. Von Beruf war er Zimmerer.